# Raputia
Raputia
Genre
Classification APG III (2009)
Synonymes
- Achuaria Gereau
- Myllanthus R.S. Cowan
- Sciuris Schreb.[1]

Raputia est un genre d'arbuste, appartenant à la famille des Rutaceae (familles des agrumes), et dont l'espèce type est Raputia aromatica Aubl..

## Étymologie
Si Aublet ne donne pas d'explication étymologique pour Raputia on peut supposer qu'il fait référence à l'Orapu, lieu de découverte de l'espèce type.

## Description
Le genre Raputia regroupe des arbustes ou des arbres atteignant jusqu'à 13 m de haut. 
Les feuilles pétiolées, sont opposées et composées uni- ou tri-foliolées. Le limbe est entier, papyracé à coriace une fois secs. 
Les inflorescences sont axillaires, cauliflores (rarement à l'aisselle d'une feuille), pédonculées, en grappe unilatérale enroulée, regroupées à 1–4 par nœud. 
Les fleurs sont zygomorphes, avec 5 sépales 5, connés à la base, organisés en quinconce, se chevauchant largement, persistants au stade du fruit. La corolle blanche ou vert pâle, mesure jusqu'à 1,5 cm de long, est recourbée, un tube court portant 5 lobes imbriqués, et organisés en 2 lèvres : 4 lobes formant une lèvre recourbée et le lobe le plus interne moins conné forme l'autre lèvre. 
L'androcée se compose de 2 étamines fertiles et (2) 3 staminodes en forme de poinçon, distinctes mais adhérentes à la corolle par des filets pubescents. Les  anthères sont oblongues ou ovales étroites, basifixes, connées, avec des appendices visibles, asymétriques ou falciformes à la base. 
On observe un disque en cupule glabre, plus court ou plus haut que l'ovaire. L'ovaire comporte 5 carpelles libres, contenant 2 ovules chacun. Le style porte un stigmate obliquement capité. 
Le fruit se compose de 1 à 5 méricarpes libres, déhiscents ventralement, contenant chacun 1 graine oblongue, lisse et glabre.

## Diagnose

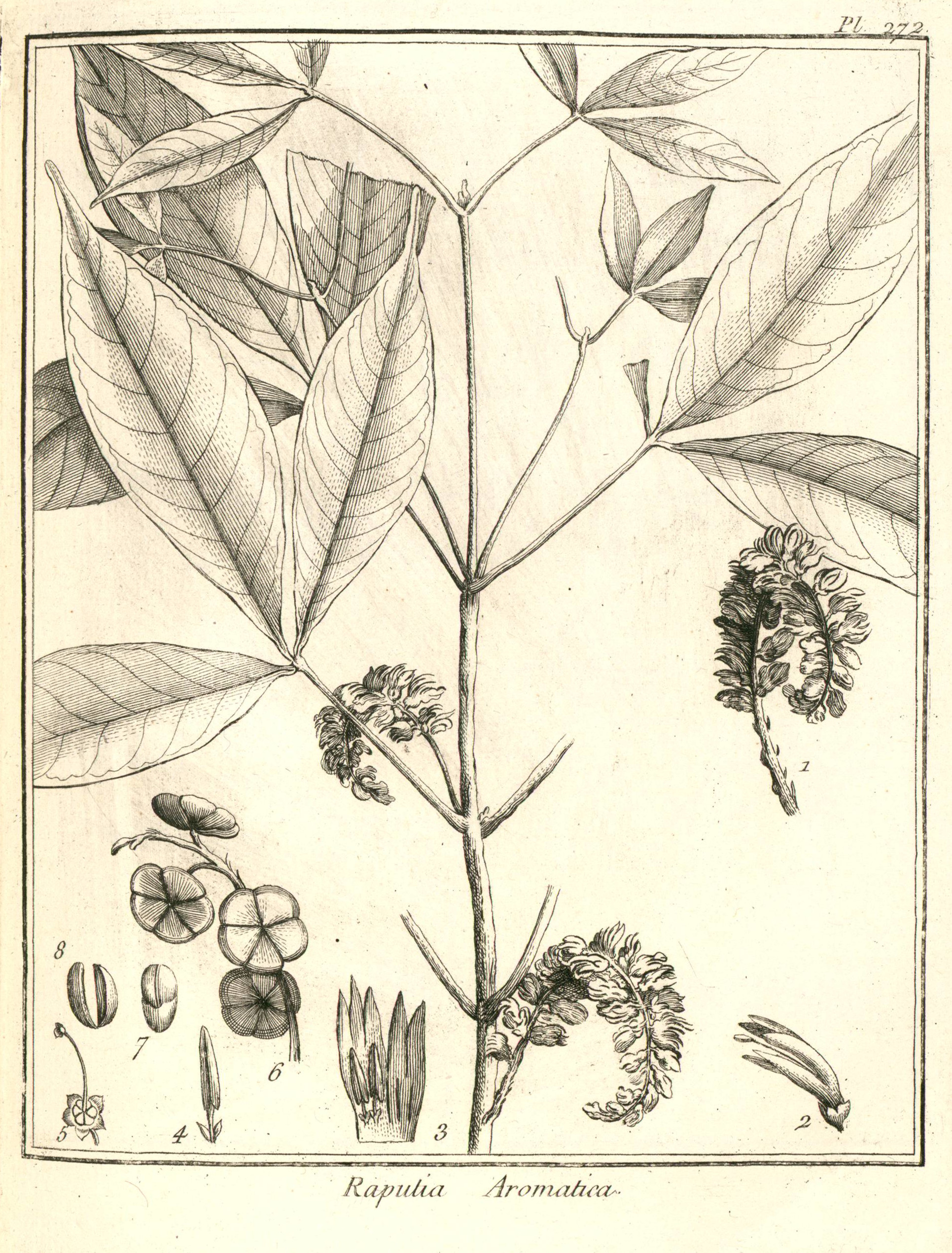
Raputia aromatica : Planche 272 accompagnant la description du genre Raputia par Aublet (1775) L'on a groſſi la fleur & une étamine. - 1. Épi de fleurs. - 2. Fleur épanouie. - 3. Corolle ouverte, étamines. - 4. Étamine. - 5. Calice ouvert. Ovaires. Styles. Stigmates. - 6. Épi de fruits. - 7. Capſule déchirée, Amande. - 8. Les deux cotylédons de l’amande.

En 1775, le botaniste Aublet propose la diagnose suivante : 
« RAPUTIA. (Tabula 272.)

CAL. Perianthium monophyllum, quinque-dentatum, denticulis ſubrotundis, acutis. 
COR. monopetala, tubuloſe, incurva, ſubviridis, bilabiata, labio ſuperiori trifido, lobo intermedio longiori, labio inferiori biſido ; receptaculo germinis inſerta. 
STAM. Filamenta quinque, tria ſterilia, brevia, villoſa, infernè tubo inſerta. Antheræ oblongæ, biloculares. Squamulæ binæ, ad baſim ſingulornm filamentorum, fertilium. 
PIST. Germen ſubrotundum, pentagonum, diſco carnoſo circumdatum. Stylus longus. Stigma craſſiuſculum, trilobum. 
PER. Capſulſ quinque, coalitæ, ſubrotundæ, angulatæ, unilocularæ, bivalves, introrsùm dehiſcentes. 

SEM. unicum, ovatum, viride, aromaticum. »
— Fusée-Aublet, 1775.

## Liste d'espèces
Selon (en) World Flora Online : Raputia  (+descriptions) :
- Raputia amazonica (Huber) Kallunki
- Raputia aromatica Aubl.
- Raputia brevipedunculata Kallunki
- Raputia heptaphylla Pittier
- Raputia maroana (R.S.Cowan) Kallunki
- Raputia megalantha Kallunki
- Raputia neblinensis (R.S.Cowan) Kallunki
- Raputia praetermissa Pirani & Kallunki
- Raputia simulans Kallunki
- Raputia szczerbanii (Steyerm.) Kallunki